# Bükkábrányi ősfák
A bükkábrányi ősfák vagy bükki ősfák az a 7,2–7,6 millió éves, tizenhat mocsárciprusból álló erdőmaradvány, amelyet 2007 júliusában találtak a Borsod-Abaúj-Zemplén vármegyei Bükkábrány melletti lignitbányában, 60 méteres mélységben.

## Leírásuk

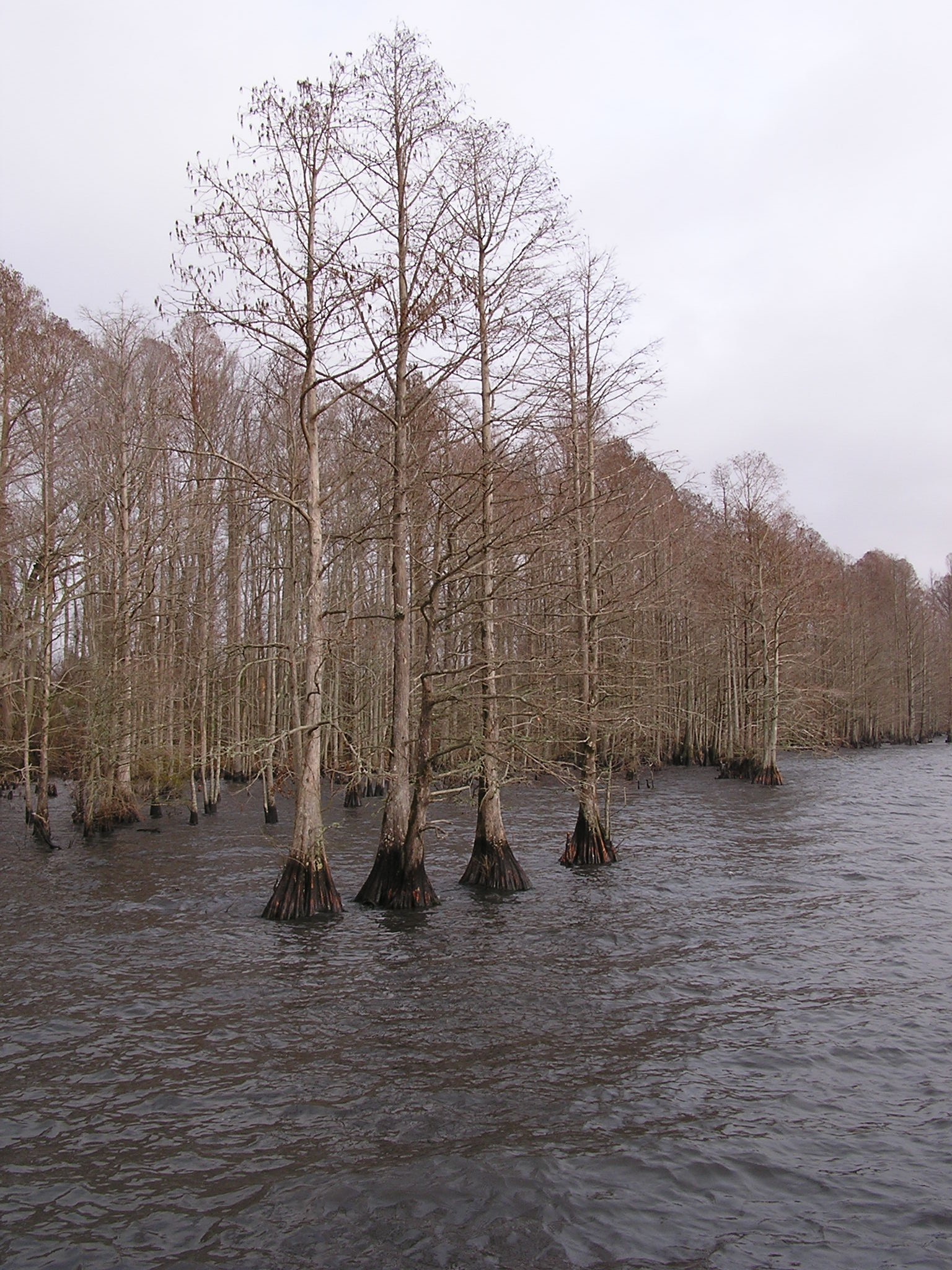
Fésűs mocsárciprusok

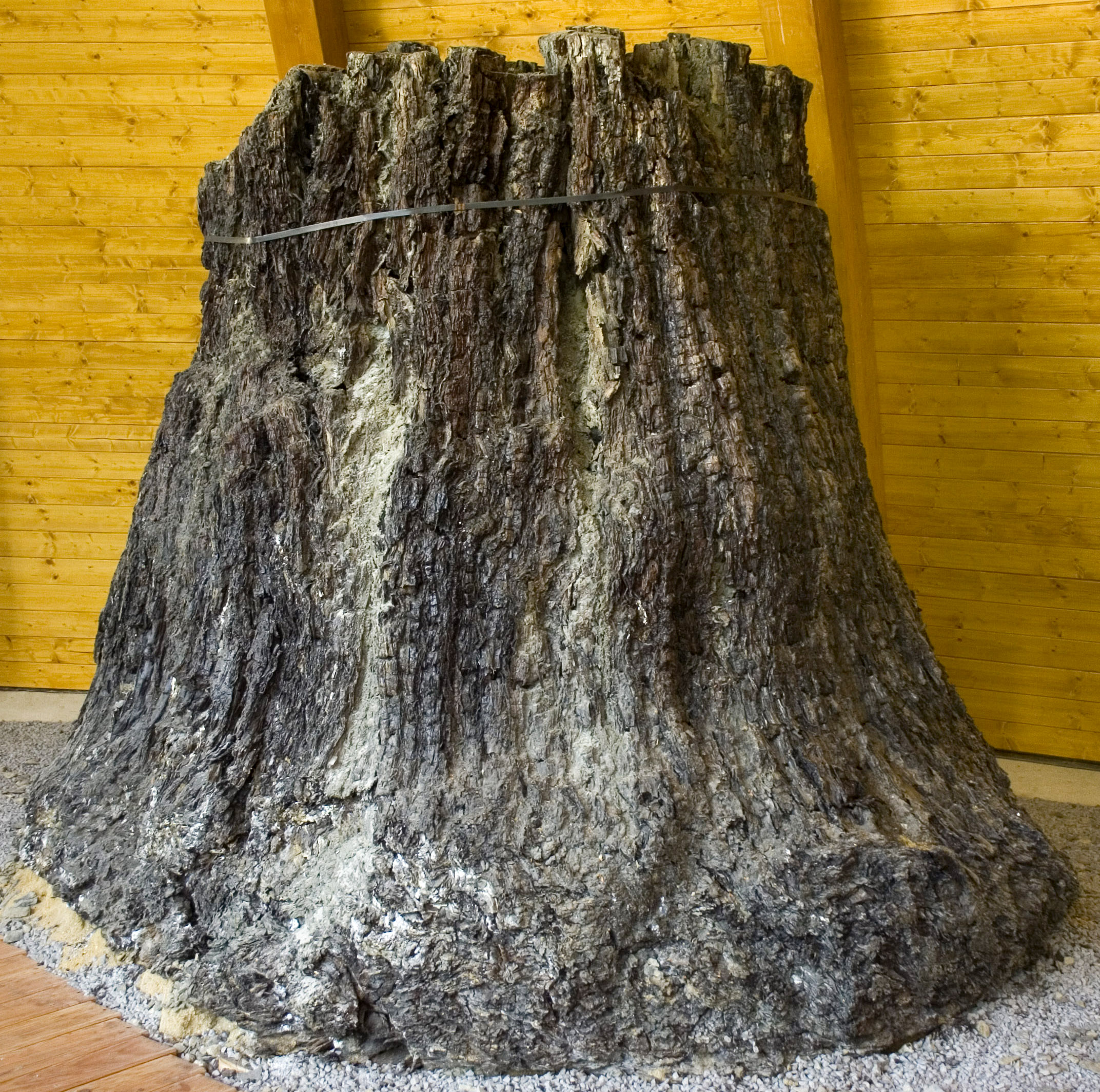
A Bükkábránynál talált megkövesedett mocsári fenyők (Taxodium) csoportjának egy tagja. Magassága cca. 3m. jelenleg az Ipolytarnóci Ősfenyő bemutatóházban található

A feltevések szerint a mocsárciprusok (Taxodium) a felső miocénben, mintegy 8–7 millió évvel ezelőtt alkothattak erdőt ezen a helyen, a Pannon-tenger északi mocsaras partvidékén. Pontos rendszertani besorolásuk még várat magára, de feltehetően fésűs mocsárciprusokról (Taxodium distichum) lehet szó. Korabeli magasságuk recens analógiák alapján elérhette a 30-40 métert is. Pusztulásukhoz egy hirtelen homokvihar vagy iszaplavina vezethetett, amely mintegy 6 méteres magasságban elborította, így konzerválta a mocsárciprusok törzsének alsó részét, míg a homok- vagy iszapréteg fölé eső részek elpusztultak. Az 5-6 méter magas, 1,5-3 méteres átmérőjű tizenhat fatörzs eredeti, álló helyzetében konzerválódott, de a hasonló leletektől eltérően nem szenesedtek el és nem is kövesedtek meg. Ennek okán a bükkábrányi lelet őslénytani világszenzáció, hiszen szerves anyagként maradt meg a 300-400 éves korukban elpusztult fák gesztje, kérge, gyökérzete és néhány ága is, igaz, ugyanez jelentős mértékben megnehezíti a fák kezelését is. Mivel a faszövet szilárdságát biztosító cellulóztartalmat elveszítették, s csupán a lignin mint szerkezetkitöltő anyag biztosítja a fák egyben maradását, az ősfák a földrétegből kikerülve és a levegővel érintkezve fokozatosan kiszáradhatnak és szétporladhatnak. A bükkábrányi ősfák behatóbb vizsgálatának eredményeivel az éghajlattörténethez járulhat hozzá jelentős mértékben a magyar tudomány. Tekintettel arra, hogy a szerves anyagában fennmaradt leleten még dendrokronológiai (évgyűrű-) vizsgálatokat is lehet végezni, a különböző korú fák elemzésével 1000-1500 évet felölelő, a 7-8 millió esztendővel ezelőtti éghajlati változásokat leíró adatsor is összeállítható.

## Biztonságba helyezésük és tartósításuk
A famaradványokra meddőtakarítás közben bukkantak rá, s Veres János vezetésével a miskolci Herman Ottó Múzeum régészcsoportja fogott a mentési munkálatokba. Miután egy fát megpróbáltak kiemelni a földből és az darabokra esett, a megmaradt fák érdekében a bányában leállították a termelést, s aprólékos munkálatokkal megtisztították a fatörzseket. Augusztus folyamán további öt fa szétkorhadt, s csak tízet sikerült épségben a felszínre hozni (súlyuk egyenként elérheti a tíz tonnát is). Végül négyet a legnagyobb körültekintéssel, szigorú biztonsági intézkedések mellett augusztus 8-án a miskolci Herman Ottó Múzeumba, a megmaradt hat fatörzset pedig a Bükki Nemzeti Parkba, az ipolytarnóci őslábnyomos bemutatóhelyre szállítottak, ahol 2007. október 12. óta a nagyközönség is láthatja őket.
Augusztus 27-én farestaurátorok és konzerválási szakértők bevonásával tanácskozást tartottak Miskolcon, hogy megoldásokat keressenek a múzeumba szállított négy fa konzerválásával kapcsolatban. A felmerült két lehetséges technológia – a svéd Vasa Múzeum által a viking hajóknál alkalmaztott polietilén-glikolos, illetve a lengyel biskupini múzeumban egy gerendavár megőrzésére használt cukoroldatos konzerválás – részletesebb megvitatása képezte a szeptember 10-ére a COST által összehívott nemzetközi konferencia tárgyát (tudományos tapasztalat nem áll rendelkezésre: a legidősebb restaurált faanyagok 3-4 ezer évesek, és jóval kisebbek voltak). A választás végül az utóbbira, a cukros oldatos tartósításra esett: két fatörzs tartósítását kezdik meg ezzel a módszerrel, közben a másik kettőt víz alatt, illetve homokágyban tárolják. Az oldathoz gombaölő anyagot adagolnak a szú és a penész ellen, és további adalékanyagokkal próbálják a fában lévő kén és vas korróziója okozta savképződés semlegesítésére. Az 55-80 millió forintos költségvetésű művelet végrehajtásához egy újonnan felépített, fűthető munkapavilon és mintegy kettő-négy esztendő szükségeltetik – ennyi kell ahhoz, hogy a konzerváló cukoroldat felszívódjon a fa szerkezetében, betöltendő az eltűnt cellulóz szerepét. Korábbi hírek még 200 millió forintos költségvetésről szóltak. A felfedezést követő hónapokban több, a munka sikerét elősegítendő belföldi és nemzetközi felajánlás érkezett Miskolcra: a szerencsi és kaposvári cukorgyár cukrot ajánlott fel a tartósításhoz, dán régészek a viking hajók restaurálása során szerzett tapasztalataikat osztanák meg magyar kollégáikkal, egy finn cég fogja leszállítani azokat az acéltartályokat, amelyekben a fatörzseket cukoroldatban áztatják stb. A fákat később egy föld alatti kiállítóteremben, az ún. Pannon-tenger Múzeumban láthatná a nagyközönség, egyelőre azonban a tartósítás megoldása is veszélyben van a meglévő anyagi gondok miatt.
Az Ipolytarnóci Ősmaradványok Természetvédelmi Területre vitt fatörzseket egy új eljárással, a rostjaikat nagynyomású levegővel kitisztítva, majd azokba ragasztóanyagot injektálva próbálják megőrizni. A legrosszabb állapotban lévő fát az egyik kiállítóteremben, a többi ötöt a szabadban láthatják a látogatók.

## Pannon-tenger Múzeum
A Herman Ottó Múzeum Görgey úti előtti területen épült meg állandó kiállítóhelyük, egy földbe süllyesztett épületrész, ami részben benyúlik a múzeum alá. A múzeumot 435 millió forintos európai uniós pályázatból készítették el, és 2013. november 20-án nyitotta meg kapuit, Pannon-tenger Múzeum néven. A Miskolcon található négy fa mellett más őskori leletek, köztük a rudabányai előember csontjai, valamint miocén kori ásványok is megtekinthetők a kiállításon.